# Mistrzostwa Świata w Piłce Nożnej Kobiet 2011

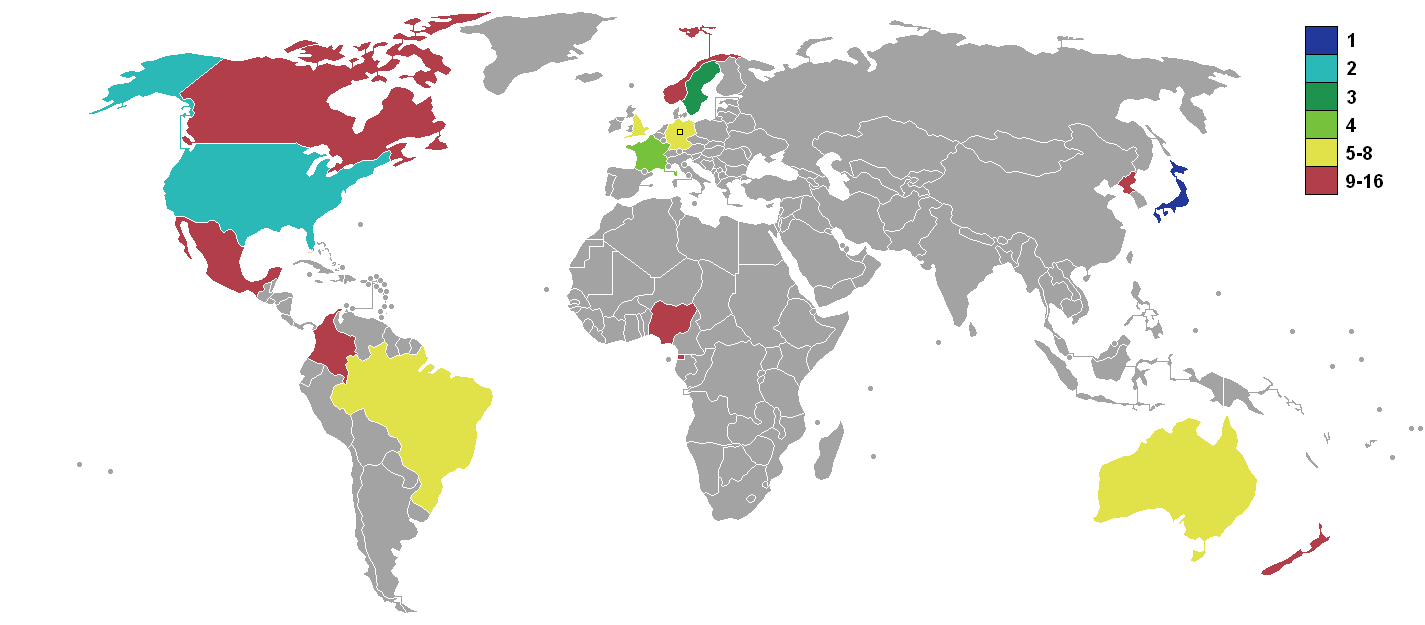
Państwa biorące udział w Mistrzostwach Świata 2011

Mistrzostwa Świata w Piłce Nożnej Kobiet 2011 (ang. FIFA Women’s World Cup 2011) zostały rozegrane w Niemczech w dniach 26 czerwca – 17 lipca na 9 stadionach. Wystąpiło w nich 16 zespołów z 6 konfederacji (w tym gospodarz – Niemcy). Były to szóste mistrzostwa świata rozgrywane po raz pierwszy w Niemczech. Są to jednocześnie drugie w historii mistrzostwa w Europie. Poprzednie odbyły się w 1995 roku w Szwecji. Tytułu broniły gospodynie – Niemki.

## Procedura wyboru gospodarza
Początkowo chęci organizacji mistrzostw zadeklarowało sześć państw: Australia, Kanada, Francja, Niemcy, Peru oraz Szwajcaria. Wymagane dokumenty potwierdzające chęć organizowania turnieju trzeba było złożyć przed 1 sierpnia 2007 roku.
Przed tym terminem wycofała się Szwajcaria w dniu 29 kwietnia 2007 r. Powodem była nadmierna liczba państw chcących organizować turniej w Europie. Szwajcaria była najmniejszym krajem tego kontynentu, które starało się o mistrzostwa. 27 sierpnia swoją kandydaturę wycofała Francja, podobno w zamian za poparcie Niemiec dla ich starań o organizację Euro 2016. Później jeszcze Australia (12 października 2007) oraz Peru (17 października 2007) dobrowolnie zrezygnowały z wyścigu o organizację turnieju. W wyniku anulowania czterech kandydatur w walce o organizację turnieju pozostały Niemcy oraz Kanada. 30 października 2007 roku Komitet Wykonawczy FIFA w Zurychu zdecydował w głosowaniu, iż to Niemcy będą gospodarzem mistrzostw.

## Terminarz
Mecze fazy grupowej odbędą się w dniach 26 czerwca – 6 lipca. Ćwierćfinały 9 i 10 lipca, półfinały 13 lipca. Mecz o trzecie miejsce rozegrany zostanie 16 lipca w Sinsheim. Mecz finałowy odbył się 17 lipca we Frankfurcie nad Menem na stadionie Commerzbank-Arena. Drużyna Japonii pokonała drużynę Stanów Zjednoczonych.

## Eliminacje i uczestnicy

### Uczestnicy
| Drużyna           | Strefa kwalifikacyjna | Liczba występów do tej pory | Najlepszy wynik             | Ostatni występ |
| ----------------- | --------------------- | --------------------------- | --------------------------- | -------------- |
| Niemcy            | gospodarz             | 5                           | Mistrzostwo (2003, 2007)    | 2007           |
| Francja           | UEFA                  | 1                           | Faza grupowa (2003)         | 2003           |
| Norwegia          | UEFA                  | 5                           | Mistrzostwo (1995)          | 2007           |
| Szwecja           | UEFA                  | 5                           | Wicemistrzostwo (2003)      | 2007           |
| Anglia            | UEFA                  | 2                           | Ćwierćfinał (1995, 2007)    | 2007           |
| Stany Zjednoczone | CONCACAF              | 5                           | Mistrzostwo (1991, 1999)    | 2007           |
| Meksyk            | CONCACAF              | 1                           | Faza grupowa (1999)         | 1999           |
| Kanada            | CONCACAF              | 4                           | Czwarte miejsce (2003)      | 2007           |
| Australia         | AFC                   | 4                           | Ćwierćfinał (2007)          | 2007           |
| Korea Północna    | AFC                   | 3                           | Ćwierćfinał (2007)          | 2007           |
| Japonia           | AFC                   | 5                           | Ćwierćfinał (1995)          | 2007           |
| Gwinea Równikowa  | CAF                   | debiutant                   | debiutant                   | debiutant      |
| Nigeria           | CAF                   | 4                           | Ćwierćfinał (1999)          | 2007           |
| Nowa Zelandia     | OFC                   | 2                           | Pierwsza runda (1991, 2007) | 2007           |
| Brazylia          | CONMEBOL              | 5                           | Wicemistrzostwo (2007)      | 2007           |
| Kolumbia          | CONMEBOL              | debiutant                   | debiutant                   | debiutant      |

## Obiekty
| Augsburg          | Berlin            | Bochum             | Drezno            | Frankfurt         |
| ----------------- | ----------------- | ------------------ | ----------------- | ----------------- |
| Impuls Arena      | Olympiastadion    | Ruhrstadion        | Glücksgas-Stadion | Commerzbank-Arena |
| Pojemność: 26,000 | Pojemność: 74,000 | Pojemność: 24,000  | Pojemność: 27,000 | Pojemność: 49,000 |
|                   |                   |                    |                   |                   |
| Leverkusen        | Mönchengladbach   | Sinsheim           | Wolfsburg         |                   |
| BayArena          | Borussia-Park     | Rhein-Neckar-Arena | Volkswagen-Arena  |                   |
| Pojemność: 30,000 | Pojemność: 46,000 | Pojemność: 26,000  | Pojemność: 25,000 |                   |
|                   |                   |                    |                   |                   |

## Sędziowie
| Afryka: - Therese Neguel Azja: - Etsuko Fukano - Sung Mi Cha Europa: - Dagmara Damkova - Gyoengyi Gaal - Kirsi Heikkinen | Europa (c.d.): - Thalia Mitsi - Kateryna Monzul - Jenny Palmqvist - Christina Pedersen - Esther Staubli - Bibiana Steinhaus | Ameryka Północna i Karaiby: - Quetzalli Alvarado - Carol Anne Chenard - Kari Seitz Oceania: - Finau Vulivuli - Jacqui Melksham Ameryka Południowa: - Estela Alvarez - Silvia Reyes |

## Faza grupowa

### Grupa A
| Zespół  | Pkt | M | W | R | P | Br+ | Br− | +/− |
| ------- | --- | - | - | - | - | --- | --- | --- |
| Niemcy  | 9   | 3 | 3 | 0 | 0 | 7   | 3   | +4  |
| Francja | 6   | 3 | 2 | 0 | 1 | 7   | 4   | +3  |
| Nigeria | 3   | 3 | 1 | 0 | 2 | 1   | 2   | -1  |
| Kanada  | 0   | 3 | 0 | 0 | 3 | 1   | 7   | -6  |

| 26 czerwca 2011 15:00 | Nigeria | 0:1(0:0)Raport | Francja · 56' Delie | Rhein-Neckar-Arena, Sinsheim Widzów: 25 475 Sędzia: Kari Seitz |
|                       |         |                |                     |                                                                |

| 26 czerwca 2011 18:00 | Niemcy · Garefrekes 10' · Okoyino da Mbabi 42' | 2:1(2:0)Raport | Kanada · 82' Sinclair | Olympiastadion, Berlin Widzów: 73 680 Sędzia: Jacqui Melksham |
|                       |                                                |                |                       |                                                               |

| 30 czerwca 2011 18:00 | Kanada | 0:4(0:1)Raport | Francja · 24', 60' Thiney · 66' Abily · 83' Thomis | Ruhrstadion, Bochum Widzów: 16 591 Sędzia: Etsuko Fukano |
|                       |        |                |                                                    |                                                          |

| 30 czerwca 2011 20:45 | Niemcy · Laudehr 54' | 1:0(0:0)Raport | Nigeria | Commerzbank-Arena, Frankfurt Widzów: 48 817 Sędzia: Sung Mi Cha |
|                       |                      |                |         |                                                                 |

| 5 lipca 2011 20:45 | Francja · Delie 56' · Georges 72' | 2:4(0:2)Raport | Niemcy · 25' Garefrekes · 32', 68' (k) Grings · 89' Okoyino da Mbabi | Borussia-Park, Mönchengladbach Widzów: 45 867 Sędzia: Kirsi Heikkinen |
|                    |                                   |                |                                                                      |                                                                       |

| 5 lipca 2011 20:45 | Kanada | 0:1(0:0)Raport | Nigeria · 84' Nkwocha | Glücksgas-Stadion, Drezno Widzów: 13 638 Sędzia: Finau Vulivuli |
|                    |        |                |                       |                                                                 |

### Grupa B
| Zespół        | Pkt | M | W | R | P | Br+ | Br− | +/− |
| ------------- | --- | - | - | - | - | --- | --- | --- |
| Anglia        | 7   | 3 | 2 | 1 | 0 | 5   | 2   | +3  |
| Japonia       | 6   | 3 | 2 | 0 | 1 | 6   | 3   | +3  |
| Meksyk        | 2   | 3 | 0 | 2 | 1 | 3   | 7   | -4  |
| Nowa Zelandia | 1   | 3 | 0 | 1 | 2 | 4   | 6   | -2  |

| 27 czerwca 2011 15:00 | Japonia · Nagasato 6' · Miyama 68' | 2:1(1:1)Raport | Nowa Zelandia · 12' Hearn | Ruhrstadion, Bochum Widzów: 12 538 Sędzia: Kirsi Heikkinen |
|                       |                                    |                |                           |                                                            |

| 27 czerwca 2011 18:00 | Meksyk · Ocampo 33' | 1:1(1:1)Raport | Anglia · 21' Williams | Volkswagen-Arena, Wolfsburg Widzów: 18 702 Sędzia: Silvia Reyes |
|                       |                     |                |                       |                                                                 |

| 1 lipca 2011 15:00 | Japonia · Sawa 13', 39', 80' · Ōno 15' | 4:0(3:0)Raport | Meksyk | BayArena, Leverkusen Widzów: 22 291 Sędzia: Christina Pedersen |
|                    |                                        |                |        |                                                                |

| 1 lipca 2011 18:15 | Nowa Zelandia · Gregorius 18' | 1:2(1:0)Raport | Anglia · 63' Scott · 81' Clarke | Rudolf-Harbig-Stadion, Drezno Widzów: 19 110 Sędzia: Therese Neguel |
|                    |                               |                |                                 |                                                                     |

| 5 lipca 2011 18:15 | Anglia · White 15' · Yankey 66' | 2:0(1:0)Raport | Japonia | Impuls Arena, Augsburg Widzów: 20 777 Sędzia: Carol Anne Chenard |
|                    |                                 |                |         |                                                                  |

| 5 lipca 2011 18:15 | Nowa Zelandia · Smith 90' · Wilkinson 90+4' | 2:2(0:2)Raport | Meksyk · 2' Mayor · 29' Domínguez | Rhein-Neckar-Arena, Sinsheim Widzów: 20 451 Sędzia: Jenny Palmqvist |
|                    |                                             |                |                                   |                                                                     |

### Grupa C
| Zespół            | Pkt | M | W | R | P | Br+ | Br− | +/− |
| ----------------- | --- | - | - | - | - | --- | --- | --- |
| Szwecja           | 9   | 3 | 3 | 0 | 0 | 4   | 1   | +3  |
| Stany Zjednoczone | 6   | 3 | 2 | 0 | 1 | 6   | 2   | +4  |
| Korea Północna    | 1   | 3 | 0 | 1 | 2 | 0   | 3   | -3  |
| Kolumbia          | 1   | 3 | 0 | 1 | 2 | 0   | 4   | -4  |

| 28 czerwca 2011 15:00 | Kolumbia | 0:1(0:0)Raport | Szwecja · 57' Landström | BayArena, Leverkusen Widzów: 21 106 Sędzia: Carol Anne Chenard |
|                       |          |                |                         |                                                                |

| 28 czerwca 2011 18:15 | Stany Zjednoczone · Cheney 54' · Buehler 76' | 2:0(0:0)Raport | Korea Północna | Rudolf-Harbig-Stadion, Drezno Widzów: 21 859 Sędzia: Bibiana Steinhaus |
|                       |                                              |                |                |                                                                        |

| 2 lipca 2011 14:00 | Korea Północna | 0:1(0:0)Raport | Szwecja · 64' Dahlkvist | Impuls Arena, Augsburg Widzów: 23 768 Sędzia: Estela Alvarez |
|                    |                |                |                         |                                                              |

| 2 lipca 2011 18:00 | Stany Zjednoczone · O’Reilly 12' · Rapinoe 50' · Lloyd 57' | 3:0(1:0)Raport | Kolumbia | Rhein-Neckar-Arena, Sinsheim Widzów: 25 475 Sędzia: Dagmara Damkova |
|                    |                                                            |                |          |                                                                     |

| 6 lipca 2011 20:45 | Szwecja · Dahlkvist 16' (k) · Fischer 35' | 2:1(2:0)Raport | Stany Zjednoczone · 67' Wambach | Volkswagen-Arena, Wolfsburg Widzów: 23 468 Sędzia: Etsuko Fukano |
|                    |                                           |                |                                 |                                                                  |

| 6 lipca 2011 20:45 | Korea Północna | 0:0(0:0)Raport | Kolumbia | Ruhrstadion, Bochum Widzów: 7 805 Sędzia: Christina Pedersen |
|                    |                |                |          |                                                              |

### Grupa D
| Zespół           | Pkt | M | W | R | P | Br+ | Br− | +/− |
| ---------------- | --- | - | - | - | - | --- | --- | --- |
| Brazylia         | 9   | 3 | 3 | 0 | 0 | 7   | 0   | +7  |
| Australia        | 6   | 3 | 2 | 0 | 1 | 5   | 4   | +1  |
| Norwegia         | 3   | 3 | 1 | 0 | 2 | 2   | 5   | -3  |
| Gwinea Równikowa | 0   | 3 | 0 | 0 | 3 | 2   | 6   | -4  |

| 29 czerwca 2011 15:00 | Norwegia · Haavi 85' | 1:0(0:0)Raport | Gwinea Równikowa | Impuls Arena, Augsburg Widzów: 12 928 Sędzia: Quetzalli Alvarado |
|                       |                      |                |                  |                                                                  |

| 29 czerwca 2011 18:15 | Brazylia · Rosana 54' | 1:0(0:0)Raport | Australia | Borussia-Park, Mönchengladbach Widzów: 27 258 Sędzia: Jenny Palmqvist |
|                       |                       |                |           |                                                                       |

| 3 lipca 2011 14:00 | Australia · Khamis 8' · Egmond 48' · Vanna 51' | 3:2(1:1)Raport | Gwinea Równikowa · 21', 83' Añonman | Ruhrstadion, Bochum Widzów: 15 640 Sędzia: Gyoengyi Gaal |
|                    |                                                |                |                                     |                                                          |

| 3 lipca 2011 18:15 | Brazylia · Marta 22', 48' · Rosana 46' | 3:0(1:0)Raport | Norwegia | Volkswagen-Arena, Wolfsburg Widzów: 26 067 Sędzia: Kari Seitz |
|                    |                                        |                |          |                                                               |

| 6 lipca 2011 18:00 | Gwinea Równikowa | 0:3(0:0)Raport | Brazylia · 49' Érika · 54', 90+3' (k) Cristiane | Commerzbank-Arena, Frankfurt Widzów: 35 859 Sędzia: Bibiana Steinhaus |
|                    |                  |                |                                                 |                                                                       |

| 6 lipca 2011 18:00 | Australia · Simon 57', 87' | 2:1(0:0)Raport | Norwegia · 56' Thorsnes | BayArena, Leverkusen Widzów: 18 474 Sędzia: Estela Alvarez |
|                    |                            |                |                         |                                                            |

## Faza finałowa
|  |                      |              |                            |                                |      |           |                                |                     |                     |                     |                   |       |       |
|  | Ćwierćfinały         | Ćwierćfinały | Ćwierćfinały               |                                |      | Półfinały | Półfinały                      | Półfinały           |                     |                     | Finał             | Finał | Finał |
|  | Ćwierćfinały         | Ćwierćfinały | Ćwierćfinały               |                                |      | Półfinały | Półfinały                      | Półfinały           |                     |                     | Finał             | Finał | Finał |
|  | 9 lipca - Wolfsburg  |              |                            |                                |      |           |                                |                     |                     |                     |                   |       |       |
|  |                      |              |                            |                                |      |           |                                |                     |                     |                     |                   |       |       |
|  | Niemcy               | Niemcy       | 0                          |                                |      |           |                                |                     |                     |                     |                   |       |       |
|  | Niemcy               | Niemcy       | 0                          | 13 lipca – Frankfurt nad Menem |      |           |                                |                     |                     |                     |                   |       |       |
|  | Japonia              | Japonia      | 1                          |                                |      |           |                                |                     |                     |                     |                   |       |       |
|  | Japonia              | Japonia      | 1                          |                                |      | Japonia   | Japonia                        | 3                   |                     |                     |                   |       |       |
|  | 10 lipca – Augsburg  |              |                            |                                |      | Japonia   | Japonia                        | 3                   |                     |                     |                   |       |       |
|  |                      |              | Szwecja                    | Szwecja                        | 1    |           |                                |                     |                     |                     |                   |       |       |
|  | Szwecja              | Szwecja      | Szwecja                    | Szwecja                        | 1    | 3         |                                |                     |                     |                     |                   |       |       |
|  | Szwecja              | Szwecja      |                            |                                |      | 3         | 17 lipca – Frankfurt nad Menem |                     |                     |                     |                   |       |       |
|  | Australia            | Australia    | 1                          |                                |      |           |                                |                     |                     |                     |                   |       |       |
|  | Australia            | Australia    | 1                          |                                |      | Japonia   | Japonia                        | 2(3)                |                     |                     |                   |       |       |
|  | 9 lipca – Leverkusen |              |                            |                                |      | Japonia   | Japonia                        | 2(3)                |                     |                     |                   |       |       |
|  |                      |              | USA                        | USA                            | 2(1) |           |                                |                     |                     |                     |                   |       |       |
|  | Anglia               | Anglia       | USA                        | USA                            | 2(1) | 1(3)      |                                |                     |                     |                     |                   |       |       |
|  | Anglia               | Anglia       | 13 lipca – Mönchengladbach |                                |      | 1(3)      |                                |                     |                     |                     |                   |       |       |
|  | Francja              | Francja      | 1(4)                       |                                |      |           |                                |                     |                     |                     |                   |       |       |
|  | Francja              | Francja      | 1(4)                       |                                |      | Francja   | Francja                        | 1                   | Mecz o 3. miejsce   | Mecz o 3. miejsce   | Mecz o 3. miejsce |       |       |
|  | 10 lipca – Drezno    |              |                            |                                |      | Francja   | Francja                        | 1                   | Mecz o 3. miejsce   | Mecz o 3. miejsce   | Mecz o 3. miejsce |       |       |
|  |                      |              | USA                        | USA                            | 3    |           |                                | 16 lipca – Sinsheim | 16 lipca – Sinsheim | 16 lipca – Sinsheim |                   |       |       |
|  | Brazylia             | Brazylia     | USA                        | USA                            | 3    | 2 (3)     |                                | 16 lipca – Sinsheim | 16 lipca – Sinsheim | 16 lipca – Sinsheim |                   |       |       |
|  | Brazylia             | Brazylia     |                            |                                |      |           |                                | Szwecja             | Szwecja             | 2                   |                   |       |       |
|  | USA                  | USA          | 2 (5)                      |                                |      |           |                                |                     | Szwecja             | 2                   |                   |       |       |
|  | USA                  | USA          | 2 (5)                      |                                |      |           |                                | Francja             | Francja             | 1                   |                   |       |       |
|  |                      |              |                            |                                |      |           |                                |                     | Francja             | 1                   |                   |       |       |

### Ćwierćfinały
| 9 lipca 2011 18:00                                                       | Anglia · Scott 59' | 1:1, po dogrywce k. 3:4(0:0,1:1)Raport                                                 | Francja · 88' Bussaglia | BayArena, Leverkusen Widzów: 26 395 Sędzia: Jenny Palmqvist |
|                                                                          |                    |                                                                                        |                         |                                                             |
|                                                                          |                    | Rzuty karne                                                                            |                         |                                                             |
| Kelly Smith · Karen Carney · Casey Stoney · Claire Rafferty · Faye White |                    | Camille Abily · Élise Bussaglia · Gaëtane Thiney · Sonia Bompastor · Eugénie Le Sommer |                         |                                                             |

| 9 lipca 2011 20:45 | Niemcy | 0:1, po dogrywce(0:0, 0:0)Raport | Japonia · 108' Maruyama | Volkswagen-Arena, Wolfsburg Widzów: 26 067 Sędzia: Quetzalli Alvarado |
|                    |        |                                  |                         |                                                                       |

| 10 lipca 2011 13:00 | Szwecja · Sjögran 11' · Dahlkvist 16' · Schelin 52' | 3:1(2:1)Raport | Australia · 40' Perry | Impuls Arena, Augsburg Widzów: 24 605 Sędzia: Silvia Reyes |
|                     |                                                     |                |                       |                                                            |

| 10 lipca 2011 17:30                     | Brazylia · Marta 68' (k), 92' | 2:2, po dogrywce k. 3:5(0:1,1:1)Raport                                   | USA · 2' (sam.) Daiane · 120+2' Wambach | Rudolf-Harbig-Stadion, Drezno Widzów: 25 598 Sędzia: Jacqui Melksham |
|                                         |                               |                                                                          |                                         |                                                                      |
|                                         |                               | Rzuty karne                                                              |                                         |                                                                      |
| Cristiane · Marta · Daiane · Francielle |                               | Shannon Boxx · Carli Lloyd · Abby Wambach · Megan Rapinoe · Alex Krieger |                                         |                                                                      |

### Półfinały
| 13 lipca 2011 18:00 | Francja · Bompastor 55' | 1:3(0:1)Raport | USA · Cheney 9' · Wambach 79' · Morgan 82' | Borussia-Park, Mönchengladbach Widzów: 25 676 Sędzia: Kirsi Heikkinen |
|                     |                         |                |                                            |                                                                       |

| 13 lipca 2011 20:45 | Japonia · Kawasumi 19', 64' · Sawa 60' | 3:1(1:1)Raport | Szwecja · 10' Öqvist | Commerzbank-Arena, Frankfurt Widzów: 45 434 Sędzia: Carol Anne Chenard |
|                     |                                        |                |                      |                                                                        |

### O trzecie miejsce
| 16 lipca 2011 17:30 | Szwecja · Schelin 29' · Hammarström 82' | 2:1(1:0) | Francja · 56' Thomis | Rhein-Neckar-Arena, Sinsheim Widzów: 25 515 Sędzia: Kari Seitz |
|                     |                                         |          |                      |                                                                |

### Finał
| 17 lipca 2011 20:45                                     | USA · Morgan 69' · Wambach 104' | 2:2, po dogrywce k. 1:3(0:0,1:1)                             | Japonia · 81' Miyama · 117' Sawa | Commerzbank-Arena, Frankfurt Widzów: 48 817 Sędzia: Bibiana Steinhaus |
|                                                         |                                 |                                                              |                                  |                                                                       |
|                                                         |                                 | Rzuty karne                                                  |                                  |                                                                       |
| Shannon Boxx · Carli Lloyd · Tobin Heath · Abby Wambach |                                 | Aya Miyama · Yūki Nagasato · Mizuho Sakaguchi · Saki Kumagai |                                  |                                                                       |

## Nagrody
Następujące nagrody zostały przyznane na końcu turnieju.

### Najlepszy gracz (Złota Piłka)
| Złota Piłka | Srebrna Piłka | Brązowa Piłka |
| ----------- | ------------- | ------------- |
| Homare Sawa | Abby Wambach  | Hope Solo     |

### Najlepsza strzelczyni (Złoty but)
| Złoty but   | Srebrny but | Brązowy but  |
| ----------- | ----------- | ------------ |
| Homare Sawa | Marta       | Abby Wambach |

### Drużyna turnieju
| Bramkarki               | Obrończynie                                                                          | Pomocniczki | Napastniczki                     |
| ----------------------- | ------------------------------------------------------------------------------------ | --- | -------------------------------- |
| Ayumi Kaihori Hope Solo | Elise Kellond-Knight Érika Alex Scott Sonia Bompastor Laura Georges Saskia Bartusiak | Jill Scott Genoveva Añonma Louisa Nécib Aya Miyama Shinobu Ōno Homare Sawa Kerstin Garefrekes Caroline Seger Shannon Boxx Lauren Cheney | Marta Lotta Schelin Abby Wambach |

## Strzelczynie
- Bramki z serii rzutów karnych nie są wliczane do klasyfikacji strzelczyń

5 Bramek
- Homare Sawa

4 Bramki
- Marta Vieira da Silva
- Abby Wambach

3 Bramki
- Lisa Dahlkvist

2 Bramki
- Jill Scott
- Kyah Simon
- Cristiane Rozeira de Souza Silva
- Rosana dos Santos Augusto
- Élodie Thomis
- Marie-Laure Delie
- Gaëtane Thiney
- Genoveva Añonma Nze
- Aya Miyama
- Nahomi Kawasumi
- Célia Okoyino da Mbabi
- Inka Grings
- Kerstin Garefrekes
- Alex Morgan
- Lauren Cheney
- Lotta Schelin

1 Bramka
- Jessica Clarke
- Ellen White
- Fara Williams
- Rachel Yankey
- Ellyse Perry
- Emily van Egmond
- Leena Khamis
- Lisa De Vanna
- Érika Cristiano dos Santos
- Camille Abily
- Élise Bussaglia
- Laura Georges
- Sonia Bompastor
- Karina Maruyama
- Yūki Nagasato
- Shinobu Ōno
- Christine Sinclair
- Maribel Domínguez
- Stephany Mayor
- Mónica Ocampo
- Simone Laudehr
- Perpetua Nkwocha
- Emilie Haavi
- Elise Thorsnes
- Sarah Gregorius
- Amber Hearn
- Rebecca Smith
- Hannah Wilkinson
- Rachel Buehler
- Carli Lloyd
- Heather O’Reilly
- Megan Rapinoe
- Jessica Landström
- Josefine Öqvist
- Marie Hammarström
- Nilla Fischer
- Therese Sjögran

### Gole samobójcze
- Daiane Menezes Rodrigues (dla USA, ćwierćfinał)

### Hat-tricki
- Homare Sawa (przeciwko Meksykowi, faza grupowa)

## Doping
5 zawodniczek z Korei Północnej stosowało doping wydolnościowy.